# 船舶工程

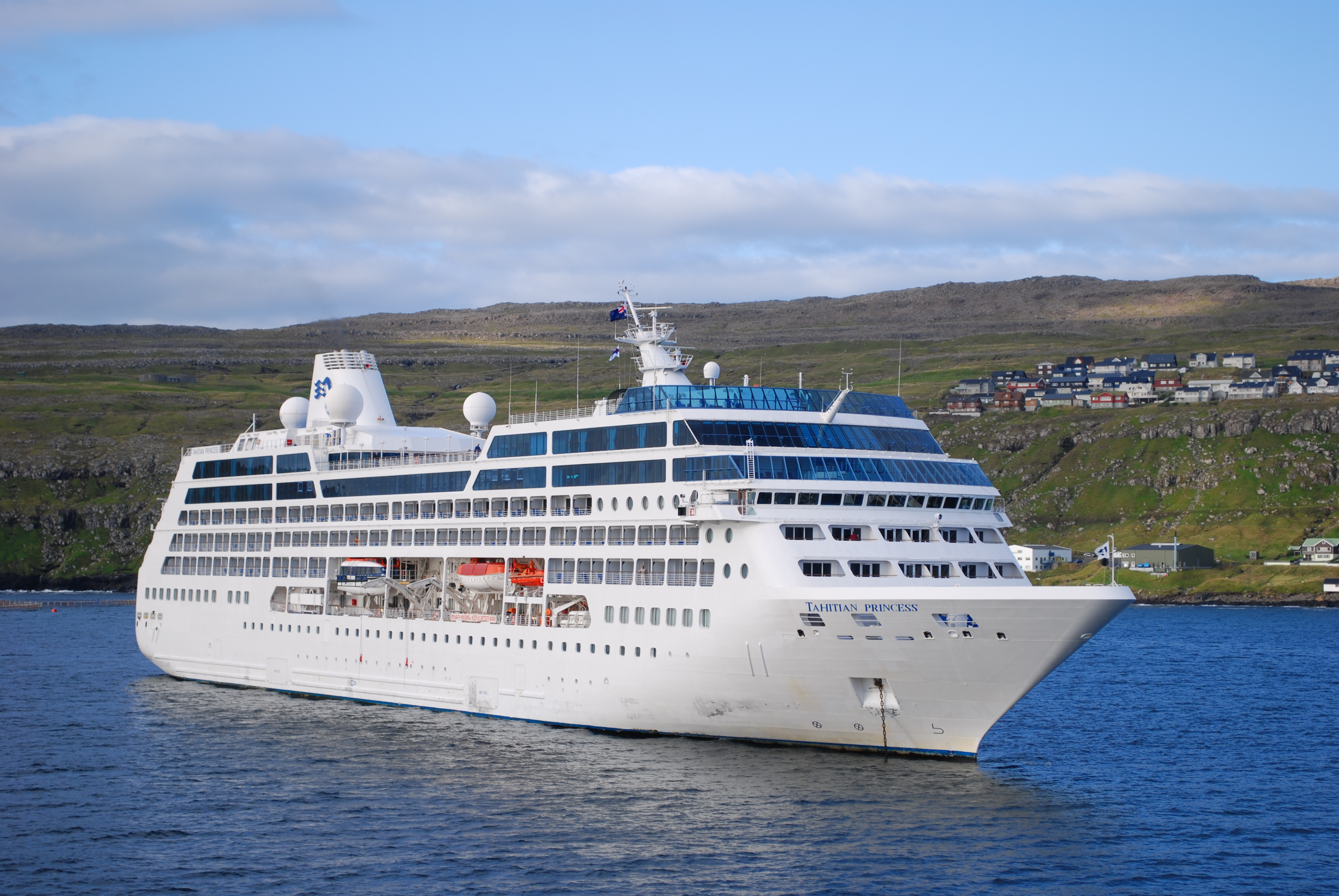
大溪地公主号在法罗群岛托尔斯港，2009年

船舶工程，又称造船工程，是一个工程学科，其研究对象为工程设计过程、造船、船舶维护，及船只的操作与构造。船舶工程涉及水上交通工具在整个寿命所有阶段的基础研究和应用研究、设计、开发、设计评估和计算。其涉及的主要方面为船只的初步设计、详细设计、建造、试验、操作维护、下水和干船坞。船舶修改（比如改造、重建、现代化或维修）时，也需要设计计算。船舶工程还涉及安全规程和损毁控制规则的制订，以及船舶设计的批准和认证，以满足法规及非法规要求。

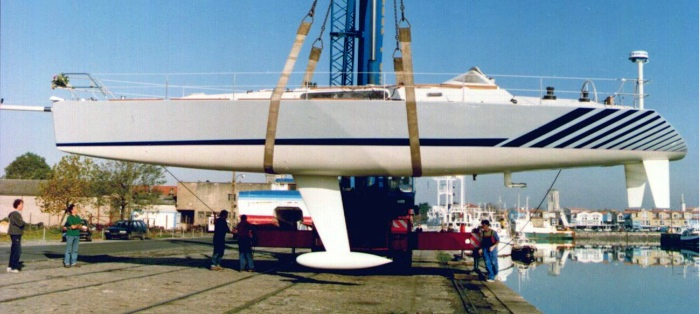
一艘需要维护的快艇的船体被从水中吊起

## 研究内容
“船舶”一词涵盖了用于航运，或有能力用于航运的所有船只，也包括了非排水设备，如地效飞行器和水上飞机等。船舶工程的主要研究方向包括：

### 流体静力学

用船体型线图来显示船体外型

流体静力学关注船只静止在水中并保持漂浮状态时所经受的条件。这涉及计算浮力（排水量）及其它流体静力学特性，例如姿态（船体纵向倾斜程度）和稳定性（船体因风、海洋或装卸条件而倾斜后，恢复自身直立姿态的能力）。

### 流体动力学
流体动力学关注船只周围的水流，如船体、船首和船尾，以及船身之外的部件如螺旋桨叶片或舵，或通过推进器隧道。
- 阻力（英语：Ship resistance and propulsion）——在水运动的阻力主要来自于船体周围的水流。动力计算便基于此。
- 推进——在水中移动船只，使用螺旋桨、推进器、喷水推进器、帆等。发动机类型主要是内燃机，也有一些船只使用核能（英语：Nuclear marine propulsion）或太阳能进行电力驱动。
- 船只运动（英语：Ship motions）——涉及船只在航道中的运动，及其对海浪和风的反应。
- 操控性（机动性）——涉及对船只位置和方向的控制和保持。

### 漂浮性和稳定性
液体表面上的浮体有6个自由度，它们分为平动和转动两种。
- 前后的平动被称为推动。
- 横向的平动被称为摇摆。
- 垂直的平动被称为起伏。
- 绕横轴的转动被称为倾斜。
- 绕纵轴的转动被称为侧倾或横滚。
- 绕竖直轴线的转动被称为偏航。

纵向稳定性对应纵向倾斜，其稳定性取决于重力和定倾中心之间的距离。换句话说，船舶要尽量将其重心保持在船底的中间，不包括船首和船尾部分。
当一个物体漂浮于液体表面，它同样受到重力将其向下拉。为了保持漂浮而不致沉没，需要一个反向的力作用在物体上，这就是流体静力学压力。这些力作用在物体上，必须具有与物体重力相同的大小，且与物体运动路线相同的方向，这样才能维持物体的平衡。这个关于平衡的描述只考虑了自由浮体在静水中的情况，当出现其它条件时，这些力剧烈变化，从而导致物体出现摇晃运动。
对漂浮物体来说，浮力等于物体的重量，换句话说，物体的质量等于物体所排开的水的质量。这对物体增加了一个向上的力，其大小与物体排开的水的重量相同，作用在物体表面与水的表面之间，从而使物体达到平衡。
在大多数情况下，船只在波涛汹涌的大海中，其稳定性能够克服所遇到的任何形式的限制或阻力。然而，船只具有横滚的特性，这是人们所不希望的。如果横滚的幅度两倍于起伏的幅度，将导致该船倾复。

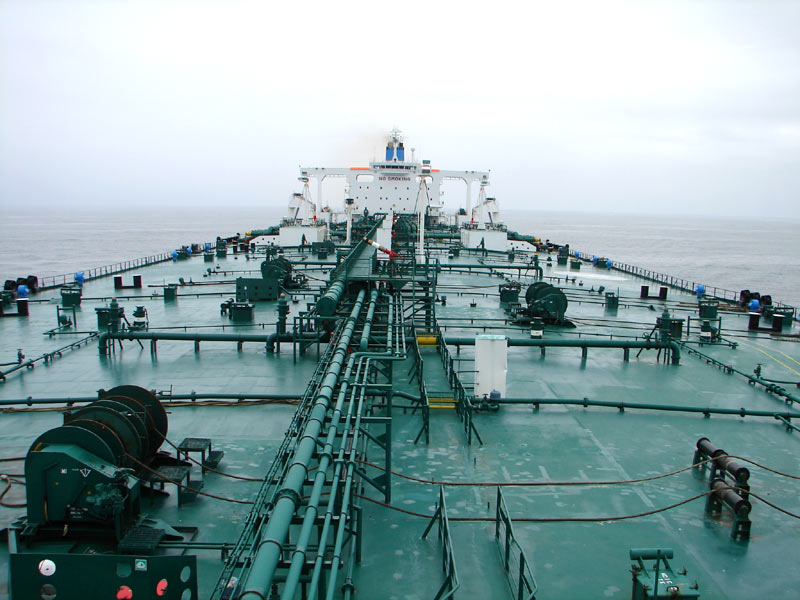
一艘油轮的甲板，船尾方向。

### 构造
结构涉及到建造材料的选择、船只整体和局部受力的结构分析、结构部件的振动和船只在航道上运动时的结构响应。使用什么材料，以及使用多少，根据船的类型，结构和设计会有所不同。有些船会使用玻璃钢，但绝大多数都会使用钢铁，上部构造可能还会使用一些铝。船舶的完整结构被设计为由矩形板组成，这些钢板的边缘被焊在一起。大面积的格床连在一起便构成了船壳、甲板和隔板，它们和框架一起支撑起整个船。船的结构很坚固，足以将自身结合在一起。它需要克服的主要的力，是纵向弯曲在船体上产生的张力。其结构设计必须使材料尽可能靠两端配置。主要的纵向因素是甲板、船体焊接和船底内部，它们都采用格床形式，并采用额外的纵向拉伸。为了防止扭曲，需要在船体增加隔板，而船的尺寸则取决于需要在这些隔板之间创造的空间。战舰使用的一种纵向加强系统，已经被许多现代化商船采用。该系统曾被广泛用于早期商船大东方号。后来则转变为横向框架结构，事实证明，船体设计的这个新概念更加实用。这种系统后来很流行，因此被用于现代化船舶如油轮，并被命名为伊舍伍德系统（Isherwood system）。伊舍伍德系统在船侧和船底都采用是纵向加固甲板，这些框架和梁分得足够开，因此是等距离的。该系统使横隔板间隔3、4米来提供纵向支撑，这么宽的间隔，使得可以通过舱壁提供的力量来替代横向力。

### 布局
布局涉及概念艺术、布置与通道、防火、空间分配、人因工程学和装载能力等。

### 建造
建造过程依赖于所使用的材料。如果使用钢或铝，则需要按照结构设计图纸或模型，对板材进行轧制、划线、机械加工、折弯及焊接，最后是安装和下水。而其它材料，如纤维强化塑料和玻璃钢则要使用粘合剂。建造过程需要同时考虑到所有因素，如安全性、结构强度、流体动力学及船舶的布局。每项考虑因素都能根据船只的定位提出一个新的材料选择。在考虑结构强度时，需要考虑船只碰撞行为可能会造成船只结构改变。因此，需要认真考虑材料的性能。考虑船舶撞击，应使用具有弹性、能吸收能量的材料。并且在发生撞击后，相撞船只应向相反方向反弹，以防止进一步的损害。

## 科学与技术工艺

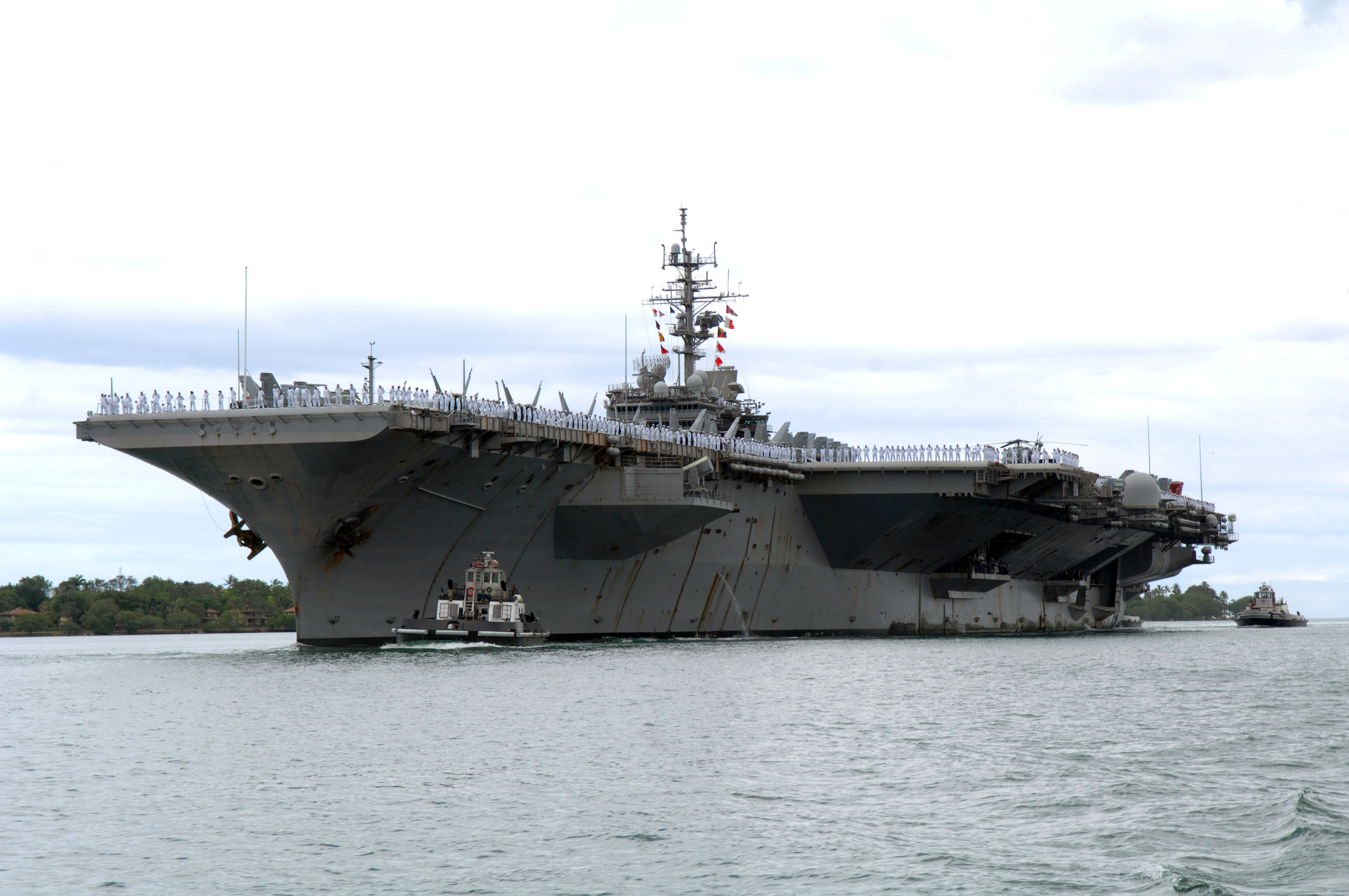
小鹰号航空母舰在珍珠港海军基地

过去，船舶工程涉及更多的是技术工艺而非科学。船舶的形状是否合适，是通过观察船舶的半模型或原型来判断的。形状笨拙或过渡生硬会被认为是缺陷。这包括传动装置、甲板布局，甚至锚系装置。我们现在使用的精确术语，在过去则只能使用如“笨拙”、“完美”、“好”这些主观描述。一艘船舶曾被描述为有一个“优美”的形状，并且现在仍然这样描述。“优美”这个词，不仅意味着从船头到船尾过渡平滑，还意味着这个形状是“正确”的。而确定什么是“正确”的，在过去的条件下，并不能作决定性的支持分析，而不象今天所拥有的船舶工程技术这样。
现代低成本的数字计算机和专用软件，结合对相关的全尺寸模型、牵引水箱和计算数据的广泛研究，使船舶工程师可以更精确地预测船舶的性能。这些工具被用于静态稳定性（完整的和损坏的）、动态稳定性、阻力、动力估计、船体开发、结构分析、绿水模仿和撞击分析。数据定期在国际会议中共享，会议的发起者是皇家船舶工程研究院、船舶工程师和海洋工程师社团等。计算流体力学被用来预测浮体在随机海面的反应。

## 船舶工程师

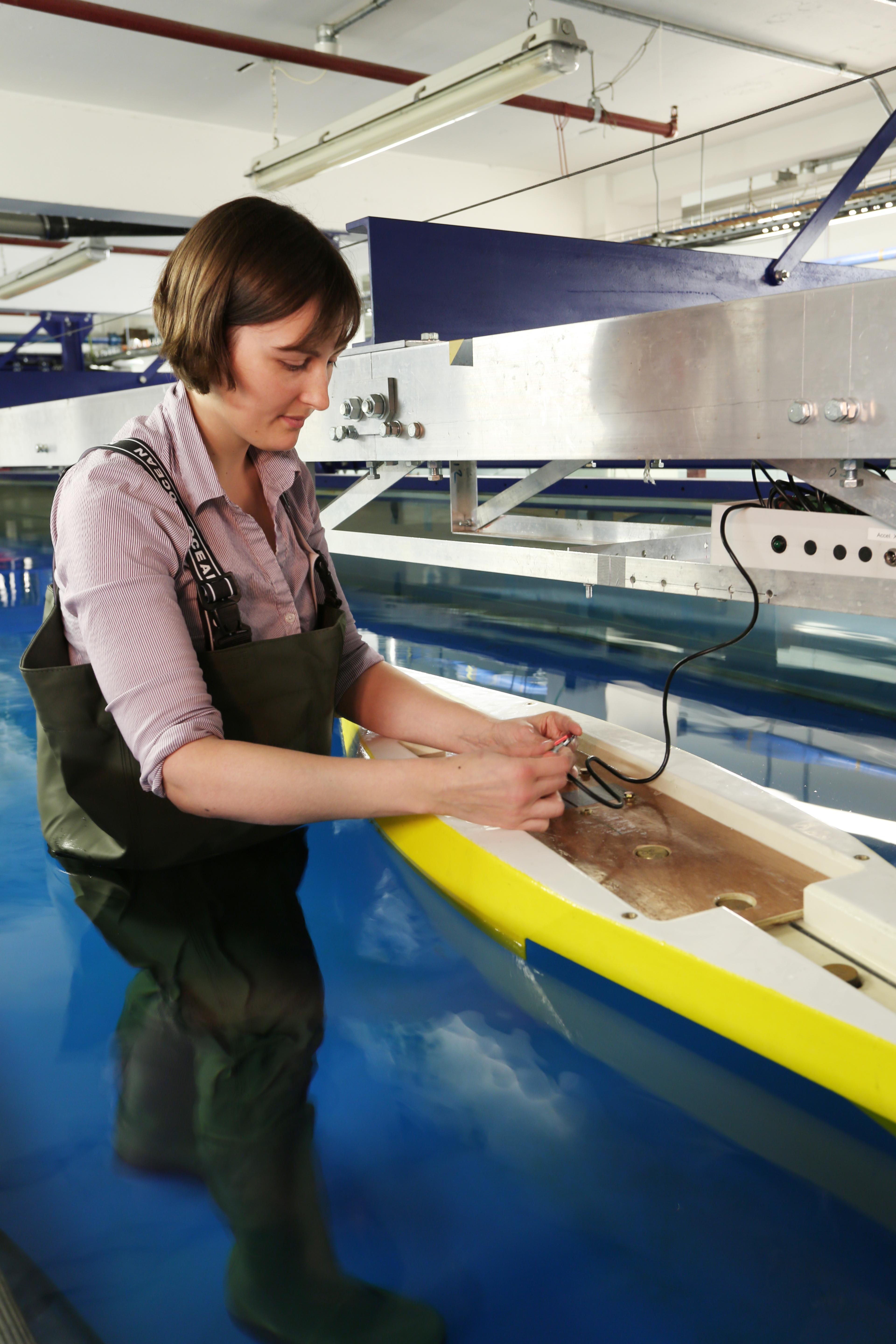
船舶工程师在工作

由于在海洋环境工作的复杂性，船舶工程需要不同团队之间努力协作。这些团队由特定领域的技术熟练的专家组成，往往通过一个作为领导的船舶工程师来协调。这种固有的复杂性还意味着，可用的分析工具比设计飞机、汽车，甚至航天器都要少得多。这主要是由于缺乏船舶工作环境的数据，及船舶结构与波浪和风相互作用过于复杂。
船舶工程师也属于工程师，他负责设计、建造和/或修理轮船、小船、其它船只及海上结构，既有商用的又有军用的，其中包括： 
- 商船－油轮、液化天然气船、货船、散装货船、集装箱船
- 客船－渡船、滚装船、游轮
- 军舰－护卫舰、驱逐舰、航空母舰、两栖船
- 潜艇和潜水器
- 破冰船
- 高速船－气垫船、双体船、水翼船
- 作业船－驳船、渔船、锚固拖拽供给船、平台供给船、拖船、领航船、救生船
- 游艇、汽艇和其他游乐船只
- 钻井平台及海底油气开发

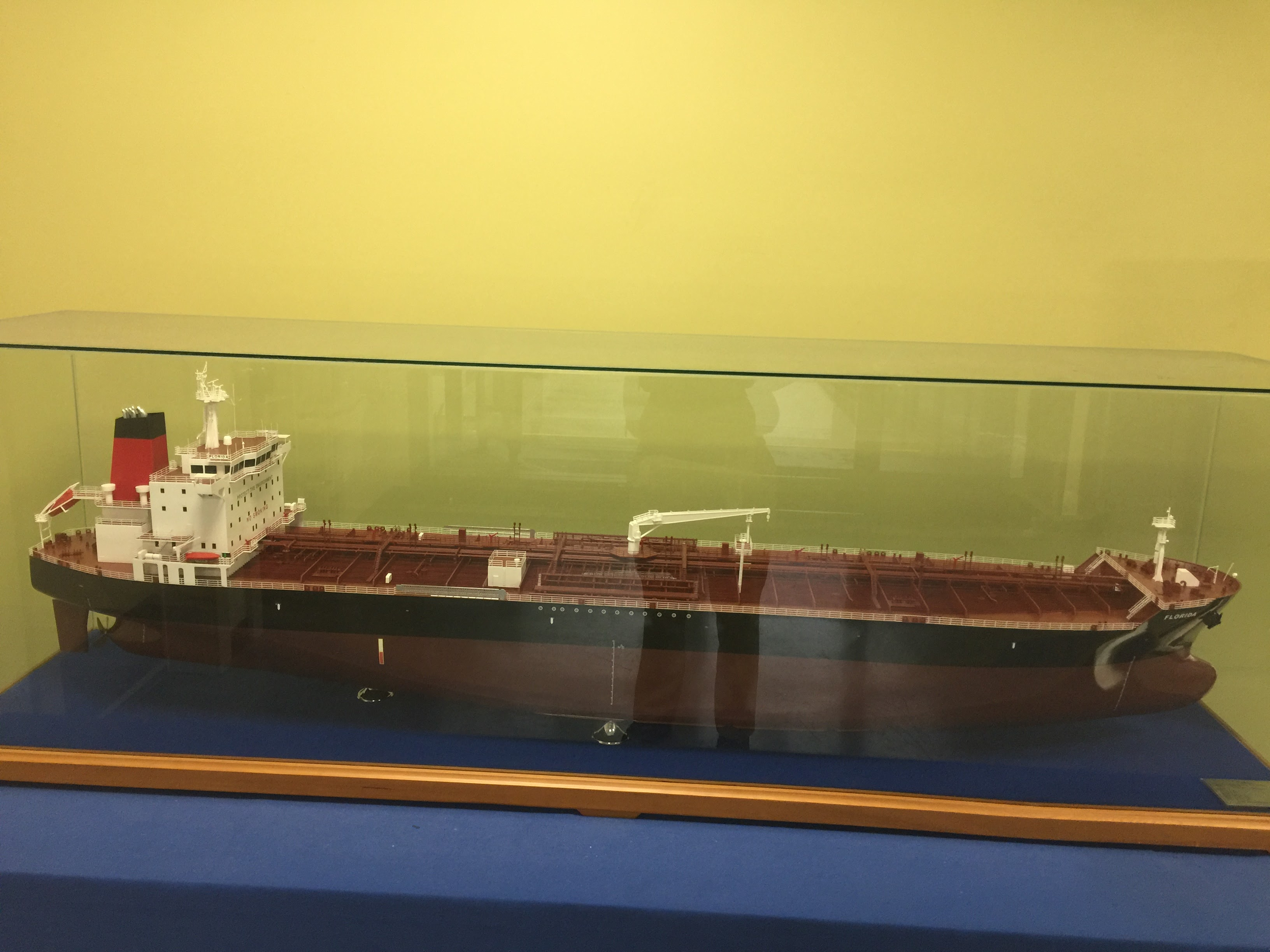
退伍军人级MT46油轮的1/100比例模型。佛罗里达

这些船只中包括了人类所建造的最大的（例如超级油轮）、最复杂的（例如航空母舰）和昂贵的可移动结构。它们通常是在世界范围运输原材料和产品的最有效方式。这个规模的现代工程本质上是一个团队活动，并由各个领域和学科的专家来领导。船舶工程师将这些活动结合起来。这要求领导角色具有管理素质和能力，将经常相互冲突的各种设计约束需求结合在一起，生产出满足需求的产品。
除了这种领导角色外，船舶工程师还有一个专业职能——产出一个确保安全、经济、环保和适航的设计。为满足以上所有要求，船舶工程师必须了解许多工程分支，必须走在高技术领域的前沿。他或她必须能够有效地利用科学家、律师、会计师和各种商务人员所提供的服务。
船舶工程师的雇主通常为造船厂、船舶所有者、设计咨询公司、设备制造商、船级社、监管机构（海事法）、海军和政府。